# チャオ ベッラ チンクエッティ
チャオ ベッラ チンクエッティは、2006年から2018年まで活動していた日本の女性アイドルグループ。所属事務所はアップフロントクリエイト。略称はチャオベラ。2015年7月までの旧名称はTHE ポッシボーで、旧名時代の略称はポッシ。
2006年、ハロプロエッグから選抜されたメンバーで結成。2007年秋のNICE GIRL プロジェクト!結成と共にハロプロエッグを卒業、ハロー!プロジェクトを離脱した。その後2008年4月にメジャーデビュー。2012年8月にはレコード会社をビクターエンタテインメントに移籍し、2013年4月以降、同社のレーベル「VERSIONMUSIC」に所属。2015年4月には、アップフロントワークスのレーベル「PICCOLO TOWN」に移籍するとともに、所属事務所もアップフロントクリエイトに移籍した。
2014年から2018年7月までは、チーム・負けん気の一員としても活動していた。
2018年8月2日をもって解散した。

## 特徴

### グループ名
2015年、イタリア語の造語で「美少女5人組」を意味する「チャオ ベッラ チンクエッティ」（Ciao Bella Cinquetti）に改名。秋山の卒業により4人組になった後も同名義での活動を継続した。

#### 旧グループ名
「ポッシボー」とは「possible」（可能）から来ていて、「the possible」で「可能性」を意味する。
結成当初はTHE ポッシボー（ハロプロエッグ）（ザ ポッシボーかっこハロプロエッグ）と称していた。明確な改名発表などはされていないが、2006年10月以降、CDとDVDは「THE ポッシボー」としてリリースされ、短期間2つの呼称が混在した。

## 解散時のメンバー
| 名前                                    | 生年月日（年齢）      | 出身地   | メンバーカラー | 備考 |
| --------------------------------------- | --------------------- | -------- | -------------- | --- |
| 岡田ロビン翔子 (おかだ ろびん しょうこ) | 1993年3月15日（32歳） | ボストン | ピンク         | 第2期メンバー。リーダー。 本名は「ストューカス・ロビン・翔子」だが、2006年10月「本名が長い」と言う理由で、つんく♂から「岡田に芸名を変更」を言い渡される。 曲中のコールは「ロビン」。ラジオ「ポッシきゃな?」・テレビ「眠れぬ街のアプリンス」等、ソロとしても活動している。 2014年時点の愛称は、自称「謙虚BODY」「ツイッターモンスター」等。 |
| 後藤夕貴 (ごとう ゆき)                  | 1993年6月12日（32歳） | 神奈川県 | 黄色           | 第2期メンバー。曲中のコールは「ごとぅー」。 メンバー最年少で可愛い妹キャラ。だが、負けん気が強く、かつてソロが貰えなかった時代は、諸塚と二人で「次の曲こそソロパート貰おうね!」と励ましあったこともある。2014年時点の愛称は、諸塚と2人で「上下'S(かみしもズ)」。                                                                           |
| 橋本愛奈 (はしもと あいな)              | 1992年10月3日（32歳） | 神奈川県 | 赤             | 第1期メンバー。サブリーダー。 曲中のコールは「はしもん」「あいな」。 クォーター(父親がハーフ)であることをTwitterのプロフィール欄で公開している。 2014年時点の愛称は「爆弾BODY」「ハスキーボイス」等。 |
| 諸塚香奈実 (もろづか かなみ)            | 1989年11月1日（35歳） | 埼玉県   | 青             | 第1期メンバー。曲中のコールは「もろりん」。 メンバー最年長ながら、メンバー一番のホンワカキャラ。 自称セクシー隊長。2014年時点の愛称は、「ゆるキャラ最年長」等。 |

### リーダー
リーダーは結成以来、長らく決まっていなかったが、2013年4月に岡田ロビン翔子が正式にリーダーに就任。岡田曰く、「ポッシボーってもともと リーダーがいなくて性格的に 私がリーダー的ポジションって 言っていたら 『面倒いからリーダーでええやん』 と取締役に言われました」。

### サブリーダー
2013年7月31日放送の『THEポッシボー夜はまだまだっ!!全力ラジオ!!』にて、ファン投票によって、橋本がサブリーダーに決定。

### 解散前に卒業したメンバー
| 名前                         | 生年月日（年齢）       | 出身地   | メンバーカラー | 備考 |
| ---------------------------- | ---------------------- | -------- | -------------- | --- |
| 秋山ゆりか (あきやま ゆりか) | 1992年10月19日（32歳） | 神奈川県 | 紫             | 第1期メンバー。曲中のコールは「あっきゃん」「ゆりか」。 初期は気分屋で「ツンデレ」だった彼女だが、中学卒業とともにツンデレキャラは封印。 CS「あっきゃんの部屋」、地上波「カード学園」等、ソロとしても活動している。 2014年時点の愛称は「総長」「一匹狼」等。 2015年8月10日付で卒業。 |
| 大瀬楓 (おおせ かえで)       | 1991年4月29日（34歳）  | 千葉県   | ターコイズ     | 第2期メンバー。 2009年6月15日に活動休止、同年8月22日に卒業。 |

## 歩み

### 結成からハロプロ卒業まで
- 2004年、「ハロープロジェクト エッグ」としてオーディションに合格し、2005年のハロー!プロジェクト正月公演(中野サンプラザ)よりダンスで参加。ハロー!プロジェクト（以下、ハロプロ）でデビューを目指す研修生として、活動開始。
- 2006年8月2日 - 16日に行われた舞台「つんく♂タウンTHEATER」（現・つんく♂THEATER）旗揚げ公演第一弾 時東ぁみ座長公演 「CRY FOR HELP!〜宇宙ステーション近くの売店にて〜」に合わせて、これに出演するハロプロエッグの諸塚香奈実、橋本愛奈及び秋山ゆりかの3人で結成された（この際に『THEポッシボー』と称したことから、結成日は舞台の初日である8月2日となっている）。
  - この3人は同年4月1日に中野サンプラザで行われた時東のライブ「時東ぁみ初ライブ'06春〜ザ・中野サンプラ〜」に同じハロプロエッグの大瀬楓（後にTHEポッシボーに加入）、澤田由梨及び森咲樹の6人で出演している。これは本グループの結成が発表される前のできごとであるが、NICE GIRL プロジェクト!オフィシャルサイトに掲載されていた[12]。
- 2006年9月から10月までの間に、前述した大瀬楓（これに合わせてともいき・木を植えたいを卒業）の他、岡田ロビン翔子（加入当初はストューカス・ロビン・翔子）及び後藤夕貴がそれぞれ加わった。
- 2006年10月、「ヤングDAYS!!」をインディーズでリリース。当時は、「200人の精鋭」と言われる程度のファンシーンでしかなかったTHEポッシボーだが、ハロプロエッグとしての活動がない中でのエッグ選抜のポッシボーが活動を行っていること、当時ハロプロが消極的だった握手会のイベント実施等で、ハロプロファンが流入しファンシーンが拡大。
- 2007年1月27日・28日、「Hello! Project 2007 Winter 〜集結! 10th Anniversary〜」に於いて、THEポッシボーとして「ヤングDAYS!!!」を熱唱。以後、新人公演に出演するなど、ハロプロとしての活動も行う。
- 2007年7月、「Hello! Project 2007 Summer 10th アニバーサリー大感謝祭〜ハロ☆プロ夏祭り〜」で司会の矢口真里から「ハロプロのニューカマー」と紹介され、新曲「風のうわさ」を初披露。Berryz工房、℃-uteに続くハロプロ第3のユニットと期待された。
- 2007年夏、秋葉原石丸SOFT2でのイベントの動員数記録を毎回更新するなど、メジャーデビューへ向け、着々と人気を集めるようになる。
- 2007年10月1日、つんく♂の判断により、THE ポッシボーはハロプロエッグを卒業し、キャナァーリ倶楽部と共にNICE GIRL プロジェクト!に移籍[13]、同時に事務所もアップフロントよりTNXに移籍した。

### リアルエアバンド
いわゆる「あてぶり」を「リアルエアバンド」と称していた。
担当楽器は以下の通り。
- ドラムス - 大瀬楓
- ベース - 橋本愛奈
- リードギター - 秋山ゆりか
- サイドギター - 後藤夕貴
- キーボード - 諸塚香奈実
- メインボーカル - 岡田ロビン翔子[14]

「HAPPY 15」「ラヴメッセージ!」「家族への手紙」のPVを始めとして、イベントやライブでもステージに楽器をセッティングして披露している。あくまで演奏しているふりなので実際の演奏とは程遠い。大瀬は簡単なドラム捌きはできる様で、元THE BLUE HEARTSの梶原徹也からドラムの指導をしてもらい、イベントにも登場して演奏したことがある。

### メジャーデビュー / 初単独ライブ期
- 2008年3月2日、銀座三越屋上で開催された「NGPひなまつりイベント」にて、ファンクラブ「NICE!!」の結成と、新曲「家族への手紙」で2008年4月30日にメジャーデビュー決定と告知された。
- 2008年3月30日、初の単独ライブ「 THE ポッシボー初単独ライブ2008」を横浜BLITZで、フロアに椅子席有りで開催した。
- メジャーデビュー曲「家族への手紙」では『THEポッシボーメジャーデビューシングル｢家族への手紙｣発売記念イベント“ベスト10に入りたいツアー”として地方巡業、2ndシングル「いじわる Crazy Love」では、CD購入者応募特典イベントを開催する等、ハロプロを倣った活動を行なった。
- 2008年秋、初の単独ライブツアー「THE ポッシボー ライブツアー2008秋〜SEXY ジェネレーション〜」を、東京、神戸、名古屋で行った。

### NGP!活動時期
- 2008年夏より、THEポッシボー、キャナァーリ倶楽部、および研修生やゲストにより、NGP!(ナイスガールプロジェクト)の活動が本格的になる。NGP!として「'08夏 ナイスガールプロジェクト!エモーショナルライブ〜ミラクル セクシー ダイナマイト〜」ツアーを、東京、大阪、名古屋で公演し、ゲストとしてハロプロエッグの、古川・森・古峰・和田・前田（憂佳）・福田・佐保・小川（紗季）の8名が出演した[16]。
- THEポッシボー結成当時から活動していた、『つんく♂THEATER』に加え、2008年11月には落語に挑戦[17]、『ナイスガールプロジェクト!ボウリング部』結成[18][19]。
- 2008年12月、日本武道館にて「シャ乱Q結成20周年記念フェスティバル」に参加、ヤングDAYS!!を披露し、THEポッシボーとして武道館のステージを初体験することとなった[20]。
- 2009年2月、「幸せの形」リリースに合わせ、東京渋谷スペイン坂に巨大ポスターの掲示を行った[21]。
- 2009年、新曲リリースイベントで地方巡業を果たすも、単独ライブはShibuya O-WESTクラスが最大の箱となる。
- 2009年3月24日、チアリーディングチーム『Princess Chatters（プリンセスチャッターズ）』結成[22][23]。
- 2009年4月、テレビアニメ『極上!!めちゃモテ委員長』放送開始。主題歌を歌う「MM学園合唱部」に参加。
- 2009年6月4日、大瀬楓がTHE ポッシボーを卒業することを発表し[24][25]、8月22日に行われたNICE GIRL プロジェクト!LIVEを最後に大瀬楓がTHE ポッシボー及びNICE GIRL プロジェクト!を卒業。THE ポッシボーは5人体制となる。

### 2011年
- 春、TNXはポッシボーのプロデュース体制を一新。
  - 今までの「口コミで地道にポッシボーの認知度を広める」コンセプトを転換し、「積極的にアイドルフェス等に参加」「メディア露出を増やす」コンセプトを打ち出した。
  - スタッフ入れ替えによって、「ファン目線」でのプロデュース化が図られ、チェキ会やカラオケ会、チケット1枚で2名入場可能、他事務所アイドルとの2マンライブなどの施策を実施した。
  - メンバー自身がライブの打ち合わせ段階から会議に参画し意見するようになり、ゼロの状態からメンバーが関わってライブを作り上げていくスタイルに変更。ファンとの距離を縮めて行った[26]。
  - この年から、アップアップガールズ（仮）との2マンライブを開催。後に「チーム・負けん気」へと発展した。
- 「ライブアイドル」を志向し、ポッシボー5人でのミニライブ活動を再開。
  - 浅草路上で、ビールケースの即席ステージ公演を行いながら再びファンを増やしていった。
  - ライブでは、TNXスタッフを主としたバックバンドによる生演奏で歌うスタイルを確立。
  - 秋から「ライブ音源シングル」と称し、本上遼作詞作曲で、インディーズで新曲を4曲リリース。ライブ向きの楽曲で、以降のポッシボーライブでは必須となる。
  - 地方イベントの際はスタッフ運転の車で移動するのが基本となり、2014年全国ツアーTシャツの絵柄にもなった[27]。
- 10月、「ポッシボーあと半年か!?」という号外が会場で配布され、続けて月1ペースの単独ライブを3月まで行うことを発表。ライブ音源シングルを3曲連続で発売することも告知された。

### 2012年
- 3月30日、単独ライブの会場で秋山ゆりかが、ポッシボーを辞めようと思っていた、と告白した。| 「 | 半年前に『ポッシボーあと半年か!?』という号外が配られたのは、私がきっかけだったんです。スタッフさんに、2012年3月で辞めますと伝えました。でもこの半年間やってきて、ファンのみなさんに会えなくなるんだと思うと、寂しくなって、怖くなって・・・。やりきろうと思ったけど、まだやりきれてなくて。中途半端で終わらせたくない。わがままですけど、今日改めて、ポッシボーを続けたいなと思いました。なので、ポッシボーはまだ解散しません!! | 」 |
- 3月末日、ファンクラブ「NICE!!」が解散。
- 春、ニコニコチャンネル開設。
- 8月、ビクターエンタテインメントとレーベル契約を締結し、8月29日に「なんじゃこりゃ?!」をリリース。

### 2013年
- 1月5日・6日、『Hello!Project誕生15周年記念ライブ2013冬〜ビバ!〜ブラボー!〜』(中野サンプラザ)に出演。ハロー!プロジェクトのステージに、そして中野サンプラザのステージに再び立つこととなった。披露した曲は「なんじゃこりゃ?!」[30]。
- 2月12日、ビクターエンタテインメントがガールズポップ/アイドルに特化した新レーベル「VERSIONMUSIC」を設立し、THE ポッシボーが参画することを発表[3]。レーベル所属の1番目ユニットとなった。
- 新宿BLAZEで、定期的に単独ライブを開催。ライブ毎にファン動員数が増えていき、3月30日の単独ライブ＠新宿BLAZEで、会場をオールスタンディングで満員御礼とするまでに人気を回復した[31]。
- 4月、FM-FUJIにて『THE ポッシボー 夜はまだまだっ!!全力ラジオ!!』放送開始。
- 5月、8月単独ライブの宣伝を兼ねて『ニコニコ生放送【ポシちゃん】ポッシボー会議』の放送を開始(8月以降も定期的に放送継続中[注釈 3])。
- 8月、『THE ポッシボー東名阪ライブツアー2013勝負〜合計2222名動員でサンプラ押さえっ!!〜』実施。
  - このツアーで動員数が2222名を超えれば、中野サンプラザ会場を予約する(＝公演を行う)ことになっていた。
  - 11日、横浜BLITZにてオールスタンディングで単独ライブ。観客動員数は、昼公演763名、夜公演930名。
    - ポッシボーの楽曲『さくら』を提供した、手島いさむの生誕ライブ『手島いさむ50祭 ワシモ半世紀』の8月28日公演(日本武道館)へゲスト出演することが、サプライズ発表された。

  - 17-18日、名阪神ツアー。17日の名古屋の観客動員数は240名、18日の大阪公演は262名であったと発表。目標であった2222名に対して、27名足りない結果となった[32]。中野サンプラザ公演の実現は、秋単独ライブの動向へ持ち越されることとなる。
- 8月28日、『手島いさむ50祭 ワシモ半世紀』のゲストとして、日本武道館のステージに立ち、「さくら」を披露[33]。
- 10月7日、『THE ポッシボー×アップアップガールズ（仮）｢聖地 横浜BLITZ｣ 』を開催。
  - 旧ハロプロエッグメンバーが横浜BLITZのステージに立つのは、2007年8月26日の『2007 ハロー!プロジェクト新人公演 8月 〜横浜で会いましょう〜』以来、6年振り。
  - 同ライブではサプライズで吉川友が登場し、客席には北原沙弥香の姿があった[34]。
- 10月より、地上波テレビCM『西友〜味番付〜』に出演[35]。初のCM出演となる。
- 11月15日より名古屋・京都・東京と、3大都市での単独ライブツアーを実施。新曲を披露。
- 11月17日。NACK5『〜IDOL SHOWCASE〜 i-BAN!!』にて、『乙女!Be Ambitious!』が殿堂入り[36]。2013年12月29日に特集をオンエアした。
- 11月24日、赤坂BLITZでの単独ライブ『THE ポッシボー 単独ライブ2013秋 〜Doする?????〜』には、シークレットゲストで、手島いさむが登場。
  - さらにサプライズで、吉川友とアップアップガールズ(仮)が、挑戦状を忍ばせてライブに乱入、2014年2月より、全国4箇所で『THE ポッシボーvs.吉川友vs.アップアップガールズ（仮）〜吉川友とポッシポッシガールズ（仮）〜』3マンライブを行うことを告知した[37]。
  - このライブの音源はTBSラジオと赤坂BLITZが運営する音楽配信サービスT2Dで、新曲10曲をセレクトした形で期間限定販売された。

- 12月29日、FM NACK5にて、リクエストウルトラ7V10達成記念! 『i-BAN!! THEポッシボー スペシャル!!!』を放送。番組中で、2014年3月発売のシングル曲を、6曲の候補の中からファン投票で決定することを発表した[38][39]。

### 2014年
- 元旦、秋山・岡田・後藤が出演するパチンコ店・ABCのCMが、静岡地区で放映を開始[40]。
- 1月17日、『THE ポッシボー バンドライブ2014〜（おもしろ企画あり）詳細はHPへGOッ!〜』にて、初の全国ツアーを実施することが告知された[41]。
- 4月1日、「勇気スーパーボール!」のオリコン週間ランキングが5位であることが発表された（3月30日付けデイリーランキング2位はポッシボー史上過去最高位）。
- 4月27日、『祝THE ポッシボーJapanツアー2014〜8年かかりましたわ〜』全国ツアー初日の恵比寿LIQUIDROOMにおいて、11月16日に中野サンプラザで単独ライブ「祝THEポッシボーJAPANツアー2014FINAL」を開催することを発表した[42]。
- 5月5日の熊本公演より「新規ファン割引」を開始。当日券にて『他のアイドルは推してるけどTHE ポッシボーはあまり知らない。ちょっと見てみようかな?という方が対象となりますので他のアイドルのTシャツを着てお越し頂いた方に限ります』というもの。熊本公演には、ゲストとしてジモドルの『きゃとる』が出演した。
- 5月12日、「SHOWROOM」にてweb配信のレギュラー番組を開始。
- 6月3日、AKIBAカルチャーズ劇場が、7月クールの新平日レギュラーアーティストに、THE ポッシボー、PartyRockets、さんみゅ〜、Ange☆Reveが決定したと発表。ポッシボーは隔週火曜日に出演(7月15日 - 9月30日)[43][44]。
- 7月4日、「SUMMER SONIC 2014」に出演決定したことが告知された[45]。
- 8月10日、NACK5で8月24日深夜にオンエアされるスペシャル番組『THEポッシボー! なんじゃこりゃ!? 〜真夜中に吠えますわよ♥スペシャル!〜』の公開収録を行ない、10月5日から毎週日曜日に10分間、NACK5でレギュラーコーナーを持つことがサプライズ発表された。
- 8月31日、@JAM EXPO 2014に出演した。
- 9月16日、AKIBAカルチャーズ劇場定期公演にて、THEポッシボー楽曲の中から「ファン投票BEST10」を決定[46]。「10位私の魅力、10位なんじゃこりゃ?!、9位もし君が願うなら、8位幸せ花火ゴッゴッGOーッ!、7位Do Me Do、7位乙女! Be Ambitious!、5位電光石火!baby、4位桜色のロマンチック、3位永遠ファイヤーボール、2位全力バンザーイMyGroly、1位さぁこい!ハピネス!」の結果となった。
- 11月16日、ツアーファイナルとなる中野サンプラザ公演を開催。完売となった中野サンプラザ公演には、元メンバー大瀬楓やアップアップガールズ（仮）の7名も会場に姿を見せた。
- 12月12日放送のテレビ朝日『アイドルお宝くじ』にて「特別ご褒美企画」に勝利し、優勝特典としてセガのPlayStation Vita用ソフト「ファンタシースター ノヴァ」のCM出演権を獲得した。

### 2015年
- 1月1日は大阪、2日は名古屋で単独ライブを開催。正月に東京でイベントを行わなかった初の年となる。
- 2月25日、ポッシボー会議vol.94にて、今回をもってニコ生放送を休止し、3月11日からSHOWROOMで放送を開始することを告知した。
- 4月、公式YouTubeチャンネルスタート。
- 4月7日、4月1日付けで所属事務所がTNXからアップフロントクリエイトに、レコードレーベルがVERSIONMUSICからアップフロントワークスのPICCOLO TOWN（ピッコロタウン）レーベルにそれぞれ移籍したことを発表した[4][47]。
- 5月30日、グループとして2度目の全国ツアーのファイナル公演を五反田ゆうぽうとホールで行い、1800人のファンが訪れた[48]。
- 6月11日、公式ブログにて「THE ポッシボー」から「チャオ ベッラ チンクエッティ」への改名を公表[6][49]。7月7日、池袋サンシャインシティ噴水広場にて改名前ラストイベントが行われ[50]、7月8日に改名を実施[51]。改名後初のシングルである「表参道/二子玉川/Never Never Give Up」は事前に立てていた目標通りオリコン週間CDシングルランキング3位にランクインした[51]。
- 8月2日、9周年記念ライブを新宿BLAZEにて開催。これが秋山ゆりかが出演した最後のライブとなった[52]。
- 8月10日、秋山ゆりかがブログ上で卒業を発表[11]。グループは岡田ロビン翔子・橋本愛奈・後藤夕貴・諸塚香奈実の4人体制で活動を続ける[53]。
- 8月12日、NHKラジオ第1の番組「ライブハウス・R-1_プラス」の公開生放送に出演。4人体制での初めてのライブを行った[54]。
- 8月13日、9月27日の東京・TSUTAYA O-WESTを皮切りに、全国ツアー『チャオ ベッラ チンクエッティ LIVEツアー2015秋 〜THE STORY IS NEVER-ENDING〜』を開催することを発表。ファイナルは12月27日豊洲PIT[55]。
- 9月27日、全国ツアーの初日公演がTSUTAYA O-WESTにて行われた。同公演では、来年1月27日にニューシングルを発売すること、並びに愛知、福岡、北海道、宮城の4都市での追加公演が決まったことが発表された[56]。
- 11月22日、全国ツアーの大阪公演を樟葉Shing Hallにて開催。同公演では、来年5月15日のなんばHATCH等、ツアーに大阪の3公演が追加されることが発表された[57]。
- 12月27日、全国ツアーの最終公演を開催。豊洲PITにて行われ千秋楽を迎えたが、同公演では同ツアーの延長戦となるツアー『チャオ ベッラ チンクエッティ LIVEツアー2016 〜続!!!!THE STORY IS NEVER-ENDING〜』が行われ、来年5月15日のなんばHATCHがツアーファイナルとなることが発表された[58]。

### 2016年
- 1月27日、レーベル移籍後2枚目のシングル「どうしよう、わたし/一期一会」を発売。オリコン週間CDシングルランキング5位にランクインした[59]。
- 3月24日、渋谷WWWにて開催された『Draft King 主催LIVE vol.5 2man? 3man? アイドル？ お笑い？ 東京？？？』に出演。Draft Kingとの初共演のライブとなった[60][61]。
- 4月8日、4月4日にオープンしたサイト「GF（ジー・エフ）」にて、ロビンと後藤を特集したコーナー「ろびゆき」の連載がスタート[62]。
- 4月16日、ツアー『チャオ ベッラ チンクエッティ LIVEツアー2016 〜続!!!!THE STORY IS NEVER-ENDING〜』の東京公演を新宿BLAZEにて開催。この中で、5月15日に大阪で開催されるツアーファイナルのバックバンドをDraft Kingが務めること、8月2日に10周年記念ライブを行うこと、8月3日にニューアルバムを発売することが発表された[63]。
- 4月23日、「ベトナムさくら祭り2016」に参加し、海外で初めてライブを行った[64]。
- 5月15日、昨年から続いていたツアーの最終公演を大阪のなんばHATCHにて開催。同公演では、秋に次回のツアーを開催することが発表された[65]。
- 8月2日、10周年記念ライブを新宿BLAZEにて開催[66]。
- 8月3日、移籍後初となるアルバム『Alive 4U!!!!』を発売。
- 9月4日、秋ツアー『チャオ ベッラ チンクエッティLIVEツアー2016秋〜Alive 4 U!!!!〜』の初日公演を、東京・TSUTAYA O-WESTにて開催。今ツアーでは主に、昼公演はMCなしのノンストップライブver.、夜公演はDraft Kingの演奏によるバンドライブVer.という構成でライブを行った[67]。
- 9月10日・11日、韓国に初遠征。ライブイベントへの参加、ストリートライブを開催、1日広報大使を務める等をした[68]。
- 12月4日、秋ツアーのファイナルを品川インターシティホールにて開催した[69]。

### 2017年
- 1月15日に東京の初台The DOORSにて開催されたリクエスト・ライブ「リクエッティ」の中で、春のツアー『チャオ ベッラ チンクエッティ2017春〜このツアーで諸々決まります!〜』が決定したことをメンバーが報告した（最初の発表は、二日前の1月13日にチーム・負けん気のメールサークルによってすでに行われていた）[70]。
- 2月10日・12日、タイのバンコクで開催された「JAPAN EXPO THAILAND 2017」に参加。タイ初遠征[71]。
- 3月12日、春ツアーの初日公演を、台湾の杰克音樂（Jack's studio）で行った[72]。
- 5月28日、春ツアーのツアーファイナルを品川インターシティホールにて開催。同公演では、グループ結成11周年の日となる8月2日に、レーベル移籍後3枚目となるニューシングルを発売すること、並びに秋に全国ツアーを行うことを発表した。また、全国ツアーのツアーファイナルとして翌年の2018年1月9日に、2014年以来二度目となる中野サンプラザでの公演を行うことも発表した[73]。

### 2018年
- 1月4日、橋本が週刊ヤングジャンプ主催「サキドルエース SURVIVAL SEASON8」に参加[74]。
- 4月24日、グループ結成12周年の日となる8月2日に豊洲PITで開催される単独ライブをもって解散することを公式発表[5]。
- 8月2日、豊洲PITでラストライブ『チャオ ベッラ チンクエッティ LAST LIVE 〜Thank You! Dearest!〜』を開催し解散。ライブには卒業メンバーの大瀬と秋山も駆け付けた[75]。グループ結成から12年の歴史に幕を下ろすこととなった。

## 作品

### CD
※順位はオリコンウィークリーチャート。

#### シングル
ライブ会場限定
ライブ音源シングルとして、ライブ会場と通販のみで販売された。現在は生産終了のため販売されていない。
| タイトル                                         | 発売日         | カップリング                                                                  | 備考                                                                 |
| ------------------------------------------------ | -------------- | ----------------------------------------------------------------------------- | -------------------------------------------------------------------- |
| 幸せ花火ゴッゴッGOーッ! 〜ぶちのめせ!大ピンチ!〜 | 2011年11月25日 | HAPPY15〜あっきゃん男前バージョン                                             | 2011年11月12日渋谷O-WESTでのライブを収録                             |
| 希望と青春のヒカリ 〜カモン!ピカッ!ピカッ!〜     | 2012年1月15日  | 旅の真ん中〜みんなと青春っ!バージョン                                         | 2011年12月24日ESPミュージカルアカデミー 本館B1ホールでのライブを収録 |
| 桜色のロマンチック                               | 2012年2月25日  | いじわる Crazy love 〜More Sexy Version〜 …実は1回目失敗しちゃったよ。てへっ☆ | 2012年2月4日新宿BLAZEでのライブを収録                                |
| 全力バンザーイ! My Glory!                        | 2012年12月19日 | 風のうわさ〜More evolutionするぜっ!バージョン!                                | 2012年12月1日新宿BLAZEでのライブを収録                               |

コラボレーション
- 宇宙（そら）から 〜CRY FOR HELP!〜 / 時東ぁみと出てる人（秋山ゆりか、橋本愛奈が参加） 2006年7月12日発売。TNX GOOD FACTORY RECORDS
- TAWAWA 夏ビキニ / 時東ぁみ with THE ポッシボー（大瀬楓・諸塚香奈実） 2007年5月16日発売。TNX TN-mix
- 舞台 ふしぎ遊戯 オリジナル・サウンドトラック / THE ポッシボー（橋本愛奈・秋山ゆりか） 、平野良 2011年3月16日発売。ポニーキャニオン
- プレイボール / THE ポッシボー&小川真奈、御影真秀withラズライクエア 2012年3月21日発売。TNX TN-mix。女子プロ野球公式テーマソング
- んふっとメリークリスマス / THE ポッシボー アルバム「なめこのCD2」に収録。2013年12月18日発売。
- Dream Comes True / TACOS NAOMI アルバム「WORKS」に収録。2014年11月12日発売。

#### 配信限定シングル
| タイトル       | 収録曲 | 発売日         | 備考                                                                      |
| -------------- | --- | -------------- | ------------------------------------------------------------------------- |
| 何度も 何度も… | 1. 何度も 何度も… 2. LOVE! 妄想ラプソディー♪ 3. 何度も 何度も...（Instrumental） 4. LOVE! 妄想ラプソディー♪（Instrumental） | 2017年12月20日 | レコチョク、iTunes Store、moraなどで配信 広義としての事実上の最終シングル |

#### 収録コンピレーション
- つんく♂ベスト作品集(上)「シャ乱Q〜モーニング娘。」〜つんく♂芸能生活15周年記念アルバム〜 / 「ヤングDAYS!!」収録
- リズム天国ゴールド オリジナル・サウンドトラック / 「恋のRung Rung パラダイス」収録
- リズム天国ゴールド 国内版海外版 全ボーカル集 / 「恋のRung Rung パラダイス」収録
- 万歳!ナイスガール2010 / 「LOVE2パラダイス」「私の魅力」「やべ〜なべ〜な 圧力ベ〜ナ〜」収録
- みんなのリズム天国全曲集 / 「I love you 私の君」収録
- ハロー!プロジェクトの全曲から集めちゃいました! vol.2 吉田豪編 / 「恋するニワトリ」収録

#### 未CD化楽曲
- 「ふらちMistake」秋山ゆりかソロ DVD＆Blu-ray「THE ポッシボー「祝THE ポッシボーJapanツアー2014〜8年かかりましたわ〜FINAL」のライヴ音源CDには収録
- 「情熱バタフライ」橋本愛奈ソロ
- 「LOVE! 妄想ラプソディー♪」

### DVD

#### シングル
1. シングルV「ヤングDAYS!!」2006年12月30日
2. シングルV「初恋のカケラ」2007年1月21日
3. シングルV「主食=GOHANの唄」2007年2月25日
4. シングルV「夏のトロピカル娘。」2007年7月11日
5. シングルV「金魚すくいと花火大会」2007年7月11日
6. シングルV「風のうわさ」2007年9月12日
7. シングルV「HAPPY 15」2007年12月5日
8. シングルV「ラヴメッセージ!」2008年3月12日
9. シングルV「なんじゃこりゃ?!」2012年10月2日

#### ミュージックビデオ集
1. THE ポッシボー シングルVクリップス①（2007年5月9日）
2. THE ポッシボー シングルVクリップス②（2008年12月3日）
3. THE ポッシボーMV集「全力バンザーイ!My Movie!」（2014年7月23日）

#### コンサート
1. ライブ'07春 〜ぁみコレ ポッシコレ〜（2007年9月19日）
2. THE ポッシボー ライブドキュメントDVD-2008.3.30横浜BLITZ〜横浜☆恋のキャッチボー〜初単独ライブへの道（2008年5月17日）
3. THE ポッシボー 2008秋〜SEXY ジェネレーション〜（2009年1月30日）
4. THE ポッシボーライブ2009春〜幸せの形 感謝の形〜（2009年7月4日）
5. THE ポッシボー 単独ライブ2012 幸せの証（2012年5月27日）
6. THE ポッシボー 東名阪ライブツアー2013勝負 〜合計2222名動員でサンプラ押さえっ!!〜（2013年10月23日）
7. 祝THE ポッシボーJapanツアー2014〜8年かかりましたわ〜FINAL（2015年3月4日）
8. チャオ ベッラ チンクエッティ LAST LIVE 〜Thank You! Dearest!〜（2018年10月）※通販限定

#### イメージビデオ
- 初めての水着 DE ポッシボー! in OKINAWA（2008年3月21日）
- バリバリ水着 DE ポッシボー 〜Aチーム〜（2008年9月26日）（諸塚香奈実、秋山ゆりか、大瀬楓）
- バリバリ水着 DE ポッシボー 〜Bチーム〜（2008年9月26日）（岡田ロビン翔子、橋本愛奈、後藤夕貴）
- THE ポッシボー5周年記念DVD「五年熟成」（2011年8月2日、イーネット・フロンティア、監督:中村直彦、石垣島）

#### The Girls Live
| 2014年発売 | Vol.3  | Vol.5  |        |        |        |        |        |        |
| 2015年発売 | Vol.6  | Vol.7  | Vol.9  | Vol.10 | Vol.11 | Vol.13 | Vol.14 | Vol.15 |
| 2016年発売 | Vol.18 | Vol.19 | Vol.20 | Vol.21 | Vol.22 | Vol.25 | Vol.27 | Vol.28 |
| 2017年発売 | Vol.29 | Vol.30 | Vol.33 |        |        |        |        |        |

## 出演

### テレビ
- つんつべ♂（TOKYO MX、2011年9月24日）

### ラジオ
- 夜はまだまだっ!!全力ラジオ!!（エフエム富士、2013年4月3日 - 2014年6月25日）
- i Meet Up!|THE ポッシボー!はしもんと愉快なポッシ達!（Nack5、2014年10月5日 - 2015年3月29日）- 橋本愛奈とメンバーが担当。
- チャオ ベッラ チンクエッティ! チャレンジ フォー No.1! （ラジオNIKKEI第一、2015年7月18日 - 2016年6月18日） - 橋本愛奈と諸塚香奈実が担当。

### ネット配信
- ニコニコ生放送 THE ポッシボーの幸せの形、お届けします。（2009年1月9日）[102]
- ニコニコ生放送【ポシちゃん】ポッシボー会議（2013年4月 - 2015年2月25日）
- DeNA Showroom（2014年5月12日 - 2018年7月30日）
- ボートレース平和島こんせいそんのスタジオ生放送!（ニコニコ生放送・YouTube Live・平和島競艇場公式チャンネル）※解散後も各メンバーが輪番で不定期出演

### テレビCM
- 西友 味番付[35]（2013年10月）
- パチンコABC(静岡地区)[40]（2014年1月）
- セガ PlayStation Vita用ソフト『ファンタシースター ノヴァ』（2015年）

### 単独ライブ

#### 2008年
- THE ポッシボー 初単独ライブ2008春〜横浜☆恋のキャッチボー〜（3月30日、横浜BLITZ）
- THE ポッシボー ライブツアー2008秋〜SEXY ジェネレーション〜（9月20日、赤坂BLITZ・23日、神戸ウィンターランド・27日、名古屋ダイアモンドホール） - 初単独ツアー

#### 2009年
- THE ポッシボーライブ2009春〜幸せの形 感謝の形〜（5月9日・10日、渋谷O-WEST）
- チャレンジライブ11月〜ポッシボータイム〜supported by キャドバリージャパン（11月29日、横浜サンフォニックスホール）

#### 2010年
- 終結チャレンジライブ〜THE ポッシボー〜(3月20日、横浜アリーナサンフォニックスホール)

#### 2011年
- THE ポッシボーライブ2011春 Love is here〜希望の光〜（4月30日・5月1日、新宿BLAZE）
- THE ポッシボーライブ2011 〜6年目スタート!〜（9月3日、ESPミュージカルアカデミー 12号館 club 1ne2wo）
- THE ポッシボー 単独ライブ 〜6年目 本気です。〜（10月29日、コシダカシアター）
- THE ポッシボー単独ライブ（11月25日、StudioCube326）
- THE ポッシボー 単独ライブ〜ポッシサンタがやってきた!〜（12月24日、ESPミュージカルアカデミー本館 B1ホール）
- THE ポッシボー2011なんちゃってカウントダウンイベント（12月31日、StudioCube326）

#### 2012年
- THE ポッシボー単独ライブ2012〜年明け1発目からやっちゃいます!〜（1月15日、StudioCube326）
- THE ポッシボー単独ライブ2012（2月25日、StudioCube326）
- THE ポッシボー 単独ライブ〜幸せの証〜（3月31日、新宿FACE）
- THE ポッシボー単独ライブ〜BLAZEワンマンひっさびさー!!（6月10日、新宿BLAZE）
- THEポッシボー単独ライブ〜巻き起こせっ!"なんじゃこりゃ?!旋風"爆走中!!〜（8月25日、新宿BLAZE）
- THE ポッシボー単独ライブ “祝!?満員御礼宣言〜お願いしまっす!〜”（12月1日、新宿BLAZE）
- 今年こそやっちゃいます!リアルカウントダウン!!（12月31日、恵比寿ライブゲート）

#### 2013年
- 『THE ポッシボーより愛を込めて!最新情報大発表しまーすっ!!』（2月14日、渋谷Glad）
- THE ポッシボー Weekly Acoustic Live Act 01〜04（2月26日 - 3月21日、秋葉原アソビットシティB1イベント会場）[103]
- 『THE ポッシボー単独ライブ 続・満員御礼宣言っ!〜今度こそガチで勝負だぁ〜!!!〜（プチ発表もあるよっ）』（3月30日、新宿BLAZE）
- THE ポッシボー Weekly Acoustic Live Act 05（4月11日、秋葉原アソビットシティB1イベント会場）
- THE ポッシボー Acoustic Live Act 06（6月14日、秋葉原アソビットシティB1イベント会場）
- 「THE ポッシボー3rdシングル新曲大発表!!さぁいよいよ夏が始まるぜっみんな大集合っ!」（6月29日、東京キネマ倶楽部）[104]
- THE ポッシボー東名阪ライブツアー2013勝負〜合計2222名動員でサンプラ押さえっ!!〜（8月11日、横浜BLITZ・8月17日、名古屋LIVE HALL M.I.D・8月18日、americamura FANJ twice）[105][106]
- THE ポッシボー Acoustic Live Act 07（8月13日、秋葉原アソビットシティB1イベント会場）
- THE ポッシボー ＜Acoustic Live Act 08＞（9月12日、品川J-SQUARE）
- THE ポッシボー 東名おいでやすツアー秋（11月16日、名古屋LIVEHALL M.I.D）
- THE ポッシボー 東名おいでやすツアー秋（11月17日、京都MUSE）
- THE ポッシボー 単独ライブ2013秋 〜Doする?????〜（11月24日、赤坂BLITZ）
- 「THE ポッシボー カウントダウンライブ 〜2013年大感謝!朝までやるぞSP〜」（12月31日、SHIBUYA GARRET UDAGAWA）

#### 2014年
- 「THE ポッシボー バレンタインライブ〜義理じゃないよ♡〜」(2月14日、渋谷Glad)
- THE ポッシボー Acoustic Live Act 10 (3月9日、ビクターエンタテインメント10階大会議室)
- THE ポッシボー Acoustic Live Act 11(3月20日、アソビットシティB1イベント会場)
- THE ポッシボー ＜Acoustic Live Act 12＞(3月28日、JOYSOUND 品川港南口店2F)
- 祝THE ポッシボーJapanツアー2014〜8年かかりましたわ〜（4月27日 - 10月13日）[107]
- THE ポッシボーレギュラー公演【Road to 中野サンプラザ〜番外編〜】（7月15日 - 9月30日、AKIBAカルチャーズ劇場）[108][109]
- 『みんなで一緒にお祝いだ!ポッシ8周年記念・謝恩ワンコインライブ!』（8月2日、新宿MARZ）[110]
- 祝THEポッシボーJAPANツアー2014〜FINAL〜（11月16日、中野サンプラザ）
- THE ポッシボークリスマスバンドライブ!!〜さぁそろそろ来年の話しましょか!SP（12月24日、新宿BLAZE）

#### 2015年
- THE ポッシボー単独ライブ〜新年あけまして大阪です。〜（1月1日、大阪amHALL）
- THE ポッシボー単独ライブ〜お正月から名古屋も盛り上がっていきまっしょい〜（1月2日、名古屋LIVEHALL M.I.D）
- THE ポッシボーLIVEツアー2015春〜見ごろ食べごろポッシごろ♡〜（4月11日 - 5月30日）[111]
- チャオ ベッラ チンクエッティ(THE ポッシボー)9周年記念ライブ（8月2日、新宿BLAZE）[112]
- チャオ ベッラ チンクエッティ LIVEツアー2015秋〜THE STORY IS NEVER-ENDING〜（9月27日 - 12月27日、ファイナル：豊洲PIT）[56][113]
- チャオベラカウントダウンライブ!!!!〜終わりと初めはやっぱ生バンっしょ〜（12月31日、初台The DOORS）[114]

#### 2016年
- チャオ ベッラ チンクエッティ LIVEツアー2016 〜続!!!!THE STORY IS NEVER-ENDING〜（1月16日 - 5月15日、ファイナル：なんばHatch）[115][116]
- チャオ ベッラ チンクエッティ !!!! 10周年記念ライブ!!!!（8月2日、新宿BLAZE）
- チャオ ベッラ チンクエッティ LIVEツアー2016 秋〜Alive 4 U !!!!〜（9月4日 - 12月4日、ファイナル：品川インターシティホール）[117][118]

2マンの公演：10月17日風男塾(新宿BLAZE)、11月5日ケラケラ(高崎club FLEEZ)、11月19日vivid undress(HEAVEN’S ROCK宇都宮)
- チャオベラ単独ライブ〜2016総決算! ザ・リクエッティ!〜（12月29日、大阪Shing Hall）
- チャオベッラチンクエッティ2016〜17カウントダウンライブ〜今年はチャオベラキングですっ〜（12月31日、秋葉原CLUB GOODMAN）

#### 2017年
- チャオベラ単独ライブ2017〜大好評! ザ・リクエッテイ・ベスト20!!!!〜（1月15日、初台The DOORS）
- チャオベラ単独ライブ〜ツアー直前予習スペシャル! ポッシからチャオまで全70曲歌います!〜（2月19日、大阪P×9cafe）
- チャオ ベッラ チンクエッティ2017春〜このツアーで諸々決まります!〜（3月12日 - 5月28日、初日：台湾、ファイナル：品川インターシティホール）[119]
- チャオ ベッラ チンクエッティ2017春ツアー番外編〜ザ・リクエッティ〜（4月8日、青山RizM）
- チャオ ベッラ チンクエッティ ライブツアー 2017 秋〜最終日、中野サンプラザに決めました!〜（9月17日 - 2018年1月9日）[120]

#### 2018年
- チャオ ベッラ チンクエッティ ライブツアー 2018春〜〇〇なお姉さんは好きですか？〜（4月30日 - 5月26日）[121]
- チャオ ベッラ チンクエッティ 単独ライブ（7月29日、初台The DOORS）
- チャオ ベッラ チンクエッティ LAST LIVE 〜Thank You! Dearest!〜（8月2日、豊洲PIT）

### 単独以外のライブ・イベント・舞台

#### 2006年
- 「つんく♂タウンTHEATER」旗揚げ公演 第一弾 時東ぁみ座長公演「CRY FOR HELP! 〜宇宙ステーション近くの売店にて〜（8月2日 - 16日、石丸電気SOFT 2） - 時東ぁみ、矢口真里と共に出演。
- 時東ぁみライブ'06夏〜盆明けハイパーGIG〜（8月18日、Shibuya O-West）
- うち水っ娘大集合!（8月20日・22日、秋葉原UDX）
- しぶや夏祭り（8月21日、Shibuya DUO）
- Aiai Music Carnival vol.10（9月17日、石丸電気SOFT 2）
- Sunst Music Jack!（9月23日・10月28日、サンストリート亀戸）
- THEポッシボー石丸電気各店駆けめぐりツアー（11月23日 - 26日）
- 時東ぁみライブ'06冬 I'm a lady〜じれったい私のXmas〜（12月3日、Shibuya O-West）

#### 2007年
- 第一回 ハロー!プロジェクト新人公演 さるの刻・とりの刻（5月13日、渋谷C.C.Lemonホール）
- ガールズ♀ギャラリー 2007年6月（6月9日、東京キネマ倶楽部）
- 2007ハロー!プロジェクト新人公演8月〜横浜で会いましょう〜（8月26日、横浜BLITZ）
- 「つんく♂THEATER」第四弾『あぁ 女子合唱部〜栄光のかけら〜』（9月22日 - 24日、全電通ホール）

#### 2008年
- '08夏 ナイスガールプロジェクト!エモーショナルライブ〜ミラクル セクシー ダイナマイト〜（8月9日、東京厚生年金会館・12日、大阪厚生年金会館芸術ホール・13日、名古屋ダイアモンドホール） - キャナァーリ倶楽部と共に行った。
- ナイスガールプロジェクト 初めての寄席〜ナイスなひと時〜（11月2日、新宿末廣亭）

#### 2009年
- ナイスガールプロジェクト!チャレンジライブ7月〜LOVE LETTER FROM ポッシボー〜（7月20日、新宿MARZ）
- ナイスガールプロジェクト!2009SUMMER LIVE 〜ナイスバケーション!〜（8月22日、横浜BLITZ）
- チャレンジライブ11月〜ポッシボータイム〜supported by キャドバリージャパン（11月29日、横浜サンフォニックスホール）
- NGP!チャレンジライブ12月〜2009ナイスクリスマス〜（12月25日、下北沢251）

#### 2010年
- 2010新春ナイスガールお楽しみ会!(1月2/3日、渋谷O-Crest)
- つんく♂THEATER第八弾〜スターはつらいよ〜(1月9日 - 、新宿シアターサンモール)
- ナイスバレンタイン(2月14日、損保会館 大会議室)
- NGP! presents Cheer Festival 2010(2月28日、亀戸サンストリート マーケット広場)
- 終結チャレンジライブ〜THE ポッシボー〜(3月20日、横浜アリーナサンフォニックスホール)
- NGP!ホームパーティーライブ4月(4月29日、ESPミュージカルアカデミーclub 1ne2wo)
- NGP!ホームパーティーライブ6月(6月27日、ESPミュージカルアカデミーclub 1ne2wo)
- NGP!ホームパーティーライブ(7月 - 8月)
- THE ポッシボー結成4周年前夜祭＆キャナァーリ倶楽部約2年ぶりの待望のシングル発売を記念してみんなで楽しもう!!(8月1日、新宿MARZ)
- NGP!セプテンバーLIVE〜品ステコレクション!〜(9月4日、品川ステラボール)
- NGP!ライブハウスツアー秋〜万歳!ナイスガール2010〜(11月 - 12月)
- ナイスガールプロジェクト!2010なんちゃってカウントダウン＆大忘年会!浅草まねきねこスペシャル-☆年忘れTHE ポッシボー&とっきーの歌☆（12月31日、浅草まねきねこ）

#### 2011年
- アイドル・フェスティバル in ヒビヤ（5月21日、日比谷野外大音楽堂）[122]
- TOKYO IDOL FESTIVAL 2011 〜Eco&Smile〜（8月27日・28日、お台場・青海特設会場）
- THE ポッシボーVSアップアップガールズ（仮）（11月12日、渋谷o-west）
- ドルスタスペシャル Tokyo Idol Carnival ver.1（11月19日、中野サンプラザ）[123]

#### 2012年
- THE ポッシボー vsライブ第2弾 THE ポッシボーvsアフィリア・サーガ・イースト（2月4日、新宿BLAZE）
- YGA VS THEポッシボー in ルミネ the よしもと（3月20日、ルミネ the よしもと）
- アイドル横丁夏祭り!!〜2012〜（7月1日、新木場スタジオコースト）
- TOKYO IDOL FESTIVAL 2012（8月4日・5日、お台場・青海特設会場）
- 音霊「OTODAMA x アイパラ presents アイパラ夏休みスペシャル 暑中お見舞い申し上げます!」（8月6日、音霊 OTODAMA SEA STUDIO）
- アップアップガールズ（仮）VS THE ポッシボー VSライブ2012（10月7日、新宿BLAZE）
- YGA vs. THE ポッシボー LIVE 2012 in ルミネtheよしもと（10月25日・11月22日・12月27日、ルミネtheよしもと）

#### 2013年
- 2013新春お年玉企画『ナイスガール紅白チームバトル“ザ・ガマン』（1月3日、渋谷Glad）
- Hello! Project 誕生15周年記念ライブ2013冬〜ブラボー!〜（1月5日・6日 中野サンプラザ、1月19日 日本特殊陶業市民会館（愛知）、1月26日 NHK大阪ホール）
- YGA vs THE ポッシボー LIVE 2013 in ルミネ the よしもと（1月18日、ルミネtheよしもと）
- YGA vs THE ポッシボー FINAL LIVE 2013 in ルミネ the よしもと（2月21日、ルミネtheよしもと）
- Girl's Bomb!! 〜FRIDAY PARTY〜月1日、渋谷O-WEST）
- YATSUI FESTIVAL 2013（6月22日、duo MUSIC EXCHANGE）
- TOKYO IDOL FESTIVAL 2013（7月27日・28日、お台場合衆国ステージ他）
- THE ポッシボー結成7周年イベント（8月2日、J-SQUARE）
- 音霊「海に近い君に近い! 2013」（8月16日、SEACRET BOX BY OTODAMA）
- 手島いさむ50祭 ワシモ半世紀（8月28日、日本武道館）
- THE ポッシボー×アップアップガールズ（仮）『聖地 横浜BLITZ』（10月7日、横浜BLITZ）
- アフィリア・サーガ×THE ポッシボー 2マン対決（10月13日、SHIBUYA O-EAST）
- AKASAKA HALLOWEEN WEEK 2013 アイドルハロウィン（10月27日、赤坂BLITZ）
- Gacharic Spin and THE ポッシボー（11月13日、西川口Hearts）
- Hello! Project COUNTDOWN PARTY 2013 〜GOOD BYE & HELLO!〜（12月31日、中野サンプラザ）

#### 2014年
- THE ポッシボー バンドライブ2014〜（おもしろ企画あり）（1月17日、新宿BLAZE）
- THE Acoustic Live Act 09(2月27日、アソビットシティB1イベント会場)
- 「何が出るかな?! THE ポッシボー その場でセットリストライブ」(3月21日、新宿MARZ)
- 音霊 OTODAMA SEA STUDIO 2014〜KAWAII 2014〜（7月13日、音霊 OTODAMA SEA STUDIO）
- Hello! Project 2014 SUMMER（7月19日 広島文化学園HGBホール、7月26日 オリックス劇場（大阪） 、8月17日 中野サンプラザ）
- SEKIGAHARA IDOL WARS 2014〜関ケ原唄姫合戦〜（7月21日、岐阜 桃配運動公園）
- TOKYO IDOL FESTIVAL 2014（8月2日・3日、お台場・青海周辺エリア各所）
- SUMMER SONIC 2014（8月16日、QVCマリンフィールド＆幕張メッセ）
- @JAM EXPO 2014（8月31日、横浜アリーナ）
- イナズマロック フェス 2014風神ステージ（9月14日、烏丸半島芝生広場）
- DOUBLECOLORsession4【Cheeky Parade×THE ポッシボー】（10月23日、新宿BLAZE）
- AKASAKA HALLOWEEN 2014『アイドル×お笑い・ハロウィン』（10月31日・11月1日、赤坂BLITZ）
- MUSIC+(ミュージックプラス)LIVE SHOW!'14（11月24日、ららぽーとTOKYO BAY）
- Hello! Project COUNTDOWN PARTY 2014 〜GOOD BYE & HELLO!〜（12月31日、オリックス劇場（大阪）＆神戸国際会館）

#### 2015年
- Hello! Project 2015 WINTER（1月3日・10日・11日 中野サンプラザ、1月17日 日本特殊陶業市民会館（愛知）、2月11日 広島文化学園HBGホール）
- Hello! Project ひなフェス 2015 〜満開! The Girls' Festival〜（3月29日、パシフィコ横浜展示ホール）
- MUSIC FESTA Vol.3（4月18日 Zepp Sapporo、4月29日 DRUM LOGOS（福岡）、5月4日 Zepp Nagoya、5月9日 umeda AKASO（大阪）、5月15日 TSUTAYA O-EAST（渋谷））
- 音霊「ハダケテ2015′」（7月5日、音霊 OTODAMA SEA STUDIO）
- SEKIGAHARA IDOL WARS 2015〜関ケ原唄姫合戦〜（7月20日、岐阜 桃配運動公園）
- TOKYO IDOL FESTIVAL 2015（8月1日、お台場・青海周辺エリア各所）[124]
- @JAM EXPO 2015（8月29日、横浜アリーナ）
- クールジャパン〜道〜 13人の刺客（9月4日、池袋サンシャイン劇場）
- チーム・負けん気セレクトメンバーライブ（10月26日・11月9日・12月14日、AKIBAカルチャーズ劇場）
- AKASAKA HALLOWEEN 2015『アイドル×お笑い ハロウィン』（11月1日、赤坂BLITZ）
- 即興＆演劇「楽屋〜負けん気〜」（11月10日、新宿シアターモリエール）
- 遊ぶ。暮らす。育てる。SATOYAMA＆SATOUMIへ行こう 2015 with 勇気の翼 秋フェス（11月21日、埼玉 モラージュ菖蒲）

#### 2016年
- Draft King 主催LIVE vol.5 2man? 3man? アイドル？ お笑い？ 東京？？？（3月24日、渋谷WWW）
- ベトナムさくら祭り2016（4月23日、ビエンホア市ドンナイ・カンファレンス アンド イベントセンター）
- YATSUI FESTIVAL! 2016（6月18日、渋谷 HARLEM）
- ガールズ アイドル フェスタ 2016（6月25日、大阪 ひらかたパーク野外ステージ）
- アイドル横丁夏まつり!!〜2016〜（7月2日、横浜 赤レンガパーク）
- 音霊「SUMMER BEACH FANTASY 2016」（7月16日、音霊 OTODAMA SEA STUDIO）
- SEKIGAHARA IDOL WARS 2016〜関ケ原唄姫合戦〜（7月23日・24日、岐阜 桃配運動公園）
- TOKYO IDOL FESTIVAL 2016（8月5日 - 7日、お台場・青海周辺エリア各所）
- コカ・コーラ SUMMER STATION 音楽ライブ（8月13日、六本木ヒルズアリーナ）
- @JAM×ナタリー EXPO 2016（9月25日、幕張メッセ国際展示場）
- スポーツ・オブ・ハート・ミュージックフェス2016（10月14日・15日、国立代々木競技場 第一体育館）
- AKASAKA BLITZ HALLOWEEN 2016（10月29日・赤坂サカス広場、30日・赤坂BLITZ）

#### 2017年
- TOKYO IDOL PROJECT×@JAMニューイヤープレミアムパーティー2017（1月3日、お台場・青海周辺エリア）
- IDOLidge Carnival in TAIPEI（1月21日・1月22日、台湾 Jack's Studio(杰克音樂)）
- Girl’s Bomb!! in TAIWAN（2月4日・5日、台湾 花漾hana展演空間）
- JAPAN EXPO THAILAND 2017（2月10日・12日、バンコク）
- 3D LIVE Revolution主催ライブ（3月11日・12日、台湾 Jack's Studio(杰克音樂)）
- 遊ぶ。暮らす。育てる。SATOYAMA & SATOUMIへ行こう2017（3月25日・26日、幕張メッセ国際展示場）
- チャオフェス2017×Salley Live Tour2017「Clear」（4月27日、渋谷TSUTAYA O-WEST）
- チャオフェス2017（5月22日、渋谷TSUTAYA O-WEST、出演：BAND PASSPO☆/Lily's Blow/Bitter&Sweet）
- やぐフェス〜アイドルを原宿で見るか、アベマでみるか〜（2017年12月3日、原宿アストロホール[注釈 4]）[125]

#### 2018年
- チャオ ベッラ チンクエッティVSアップアップガールズ（仮）〜宿命のライバル〜（6月3日、初台The DOORS）
- SELL NU IDOL?〜チャオフェス! OSAKA!〜（7月7日、ESAKA MUSE）
- チーム・負けん気 FINAL〜10年後また戦いますん〜（7月14日、渋谷WWW X）

## 書籍

### 写真集
- ドキ★ドキ★ポッシボー（2007年7月12日、学習研究社）ISBN 978-4-05-403535-5
- キャピ♥キャピ♥ポッシボー（2007年7月12日、学習研究社）ISBN 978-4-05-403534-8
- バリバリ水着 DE ポッシボー!（2008年8月25日、彩文館出版）ISBN 978-4-7756-0326-0

### 漫画
- 「THE ポッシボー 〜ロビンと魔法のエプロン〜」
  - 原案：つんく♂ 原作：安達元一 作画：野中友 製作協力：芳賀正光
  - 2008年6月初版 ISBN 978-4-7973-4877-4
  - ウェブコミック誌『FlexComixブラッド』において2007年10月15日から2009年3月18日まで連載された。単行本は全2巻。
  - 味へのこだわりは人一倍だが、料理の腕前は今ひとつのロビンが実家から送られて来た祖母のエプロンを身に付けて料理のセンスに目覚め、周囲で起こる様々なトラブルを料理で解決するというストーリーである。